# Масиси, Эдисон
Эдисон Сетлхомо К. Масиси (англ. Edison Setlhomo K. Masisi; 31 марта 1921, Мошупа, Бечуаналенд, Великобритания — 14 февраля 2003, Габороне, Ботсвана) — ботсванский государственный деятель, министр иностранных дел Ботсваны (1966—1969). Считается одним из политических архитекторов современной Ботсваны.

## Биография
Получил педагогическое образование. Работал учителем в Мосопе (1950—1964), находился в должности главного учителя (1957—1964).
В 1964 г. вступил в ряды Демократической партии Ботсваны (BDP). В 1965 г. был избран в парламент и становится помощником министра образования, труда и социальных дел.
Занимал ряд ведущих должностей в руководстве страны:
- 1968—1972 гг. — министр иностранных дел,
- 1972—1978 гг. — министр образования,
- 1978—1979 гг. — министр здравоохранения,
- 1989—1999 гг. — заместитель председателя Национальной ассамблеи Ботсваны.

В 1999 г. принял решение об уходе из политики.